# Ototetrinae
Ototetrinae là một phân họ bọ cánh cứng trong họ Lampyridae. Chúng có quan hệ gần gũi với Luciolinae trong một số tài liệu, nhưng không phát sáng hoặc chớp nháy giống với các loài đom đóm bậc cao hơn. Chúng được tìm thấy ở Á-Âu và Bắc Mỹ.

## Các chi
Các chi trong phân họ này gồm:
- Brachylampis Van Dyke, 1939
- Drilaster Kiesenwetter, 1879
- Stenocladius Deyrolle & Fairmaire, 1878